# پادنشتدت
پادنشتدت (به آلمانی: Padenstedt) یک شهر در آلمان است که در Mittelholstein واقع شده‌است. پادنشتدت ۱٬۴۳۸ نفر جمعیت دارد.